# ISO 7240-14
ISO 7240 – 14 Versión 2013, Diseño, Instalación, Puesta en marcha y mantenimiento de sistema de detección de incendios en edificaciones.
La ISO 7240 - 14 es la norma o estándar internacional  que deben utilizar los países que carecen de normas para los Sistemas de detección y alarma de incendios para desarrollar su propia legislación, y los países que quieran actualizar sus códigos o estándares para los sistemas de detección de incendio para fortalecerlos y tener mayor independencia.
Adicionalmente, ayuda para que cada país diseñe normas claras con requisitos mínimos de seguridad para los dispositivos o productos de detección y alarmas de detección de incendio, de diferentes orígenes y laboratorios de tercera parte de terceros países que van a ser utilizados dentro de su propio territorio y evitar depender de un solo código o estándar diseñado por otro país.
Esta norma es una guía neutral que incluye buenas prácticas para el diseño, instalación y puesta en marcha y mantenimiento de los sistemas de detección de incendio.

## Objetivo y compatibilidad de la ISO 7240 – 14
La instalación de un sistema de detección y alarma de incendios finaliza exitosamente cuando se cumplen las siguientes condiciones
- Productos que cumplan la calidad exigida.
- Conocimiento en el campo de los sistemas de detección y alarma de incendios.
- Personal capacitado para desarrollar este trabajo.

Aunque, la calidad de los dispositivos es muy importantes para cumplir los estándares y aprobar las auditorías. El buen funcionamiento de un sistema de detección y alarma de incendios depende en gran proporción de la calidad del trabajo, experiencia del diseñador e instalador.
Durante la preparación de la ISO 7240 - 14 se revisaron varios códigos nacionales y estándares.
Aunque hay pequeñas diferencias entre los diferentes códigos estudiados, por ejemplo. 
- Espacio requerido entre detectores.
- Espacio entre haladores o estaciones manuales.

Cada código o estándar tiene el mismo objetivo detectar el fuego tempranamente., ,

## Laboratorios de tercera para productos diseñados siguiendo la ISO 7240 – 14
Los accesorios u equipos (central de incendio, detectores de humo o temperatura, sirenas y todos los dispositivos) del sistema de detección de incendios deben cumplir con lo especificado en ISO 7240 u otro estándar igualmente apropiado y verificado por un laboratorio de tercera parte acreditado por un organismo nacional para asegurar el buen funcionamiento cumpliendo los requisitos mínimos de seguridad exigidos en el diseño de estos dispositivos. 

## Normativa international
ISO Organización Internacional de Estándares  es una organización no gubernamental internacional con 164 miembros con sus cuerpos de certificación nacionales. A través de sus miembros, conjuntamente con expertos comparten conocimiento y desarrollo voluntario, consensuado, teniendo en cuenta los requisitos de los estándares internacionales que soportan la innovación y proveen soluciones a las exigencias globales”” párrafo tomado de ISO en Acerca de nosotros 
La ISO con el comité ISO/TC 21/ SC 3 ha estado trabajando en la familia de normas ISO 7240 para la elaboración de la norma internacional de los sistemas de detección de incendios. 

## Vigencia de la ISO 7240 - 14
Esta normativa es vigente desde agosto de 2013

## Capítulos de la ISO 7240 -14
La última versión de la ISO 7240 – 14 está divida de la siguiente manera, 
1. Objetivos
2. Referencias Normativas
3. Términos y Definiciones
4. Equipo y material
5. Compatibilidad
6. Diseño
7. Instalación
8. Puesta en Marcha
9. Aprobaciones
10. Uso, servicio y situaciones fuera de lo normal

Dentro de estos capítulos incluye temas como la responsabilidad, diseño; zonas de detección; localización y alturas de detectores de humo y detector de temperatura, dispositivos de notificación, detectores de llama, multisensores, fuentes de alimentación, tipo de cableado. Extinción; retardos; puestas contra fuego; capacidad de baterías.

## Compatibilidad con otras normas de diseño, instalación, puesta en marcha y mantenimiento
La norma ISO 7240 -14 es una guía para mejorar las normas de diseño, instalación y puesta en marcha y mantenimiento. Esta norma fue diseñada para apoyar a todos los países a mejorar las normas actuales de los sistemas de detección de incendio
Esta norma fue diseñada para ayudar a mejorar los diseños y eficiencia de otros normas similares y comparte el mismo objetivo de NFPA y EN 54 de salvar vidas y detectando el fuego tempranamente 

## Laboratorios de tercera parte
ISO 7240 en una normativa neutral que apoya la mejora continua y busca asegurar que todos los productos de detección de incendio cumplan con los requisitos mínimos de seguridad. Los laboratorios de tercera parte aseguran que los productos cumplan con los requisitos de diseño y eficiencia exigidos. La norma ISO 7240 – 14 puede ser usada con cualquier producto sin importar el origen o laboratorio de tercera parte que cumpla con los requisitos mínimos de seguridad exigidos en la familia de normas ISO 7240.

## Familia de normas ISO 7240 vigentes
- ISO 7240 parte 1 General y definiciones, Vigente desde 2014
- ISO 7240 parte 2 Equipos de control e indicación (Central de detección de incendios o paneles de incendio). Vigente desde 2017
- ISO 7240 parte 3 Equipos de control e indicación. Dispositivo de Notificación acústico o Sirena, Vigente desde 2010
- ISO 7240 parte 4 Equipos de suministro de alimentación.
- ISO 7240 parte 5 Detector de temperatura, Detectores puntuales.
- ISO 7240 parte 7 Detector de humo, Detectores puntuales que funcionan según el principio de luz difusa, luz transmitida o por ionización.
- ISO 7240 parte 9 Componentes de los sistemas de detección automática de fuego. Métodos de prueba de la sensibilidad al fuego.
- ISO 7240 parte 10 Detectores de llama. Detectores puntuales.
- ISO 7240 parte 11 Pulsador manual de alarma o estación manual.
- ISO 7240 parte 12 Detectores de línea que utilizan un haz óptico de luz.
- ISO 7240 parte 13 Evaluación de compatibilidad de los componentes de un sistema.
- ISO 7240 parte 15 Detectores puntuales que funcionan según el principio de combinación de fenómenos detectados.
- ISO 7240 parte 16 Control de alarma por voz y equipos indicadores.
- ISO 7240 parte 17 Aisladores de cortocircuito.
- ISO 7240 parte 18 Dispositivos entrada/salida.
- ISO 7240 parte 20 Detectores de aspiración de humos.
- ISO 7240 parte 21 Equipos de transmisión de alarmas y avisos de fallo.
- ISO 7240 parte 22 Detectores lineales de calor.
- ISO 7240 parte 23 Dispositivos de alarma de fuego. Alarmas visuales.
- ISO 7240 parte 24 Componentes de los sistemas de alarma por voz. Altavoces.
- ISO 7240 parte 25 Componentes que utilizan enlaces radioeléctricos y requisitos del sistema.
- ISO 7240 parte 26 Detectores puntuales de incendios utilizando sensores de monóxido de carbono.
- ISO 7240 parte 27 Detectores de humo de conductos.